# Jacek Barcik
Jacek Andrzej Barcik – polski prawnik, profesor nauk społecznych w dyscyplinie nauki prawne, adwokat, profesor nadzwyczajny na Wydziale Prawa i Administracji Uniwersytetu Śląskiego, specjalista w zakresie prawa międzynarodowego publicznego, prawa Unii Europejskiej i prawa zdrowia publicznego.

## Życiorys
W 2001 ukończył studia na kierunku prawo na Wydziale Prawa i Administracji UŚl. Na tym samym wydziale w 2005 na podstawie napisanej pod kierunkiem Genowefy Grabowskiej rozprawy pt. Wspólna Europejska Polityka Bezpieczeństwa i Obrony uzyskał stopień naukowy doktora nauk prawnych w zakresie prawa. Absolwent Podyplomowych Studiów Bezpieczeństwa Narodowego Akademii Obrony Narodowej w Warszawie (2003-2004), zakończonych obroną pracy studyjnej napisanej pod kierunkiem Bolesława Balcerowicza.
Stypendysta Haskiej Akademii Prawa Międzynarodowego (2002). Doradca prawny Polskiego Kontyngentu Wojskowego w Afganistanie w 2008 (w ramach Provincial Reconstruction Team Ghazni, realizującego zadania w ramach pomocy rozwojowej).
W 2014 na podstawie dorobku naukowego oraz rozprawy pt. Międzynarodowe prawo zdrowia publicznego Rada Wydziału Prawa i Administracji UŚl nadała mu stopień naukowy doktora habilitowanego nauk prawnych. Został profesorem nadzwyczajnym na tym wydziale w Instytucie Nauk Prawnych.
W 2021 Prezydent RP nadał mu tytuł profesora nauk społecznych w dyscyplinie nauki prawne.
Jego zainteresowania naukowe koncentrują się na prawie konstytucyjnym Unii Europejskiej, międzynarodowym prawie zdrowia publicznego, prawach człowieka oraz prawie transportowym. Członek European Health Law Association, European Law Institute, International Law Association.
W 2018 w trakcie kryzysu wokół Sądu Najwyższego w Polsce zgłosił swoją kandydaturę na sędziego Izby Dyscyplinarnej Sądu Najwyższego. Wyjaśnił przy tym, że został kandydatem do SN w celu wykazania nielegalności odnośnej procedury oraz niekonstytucyjności i niezgodności z prawem europejskim obowiązującej ustawy o SN. Stwierdził, że w grupie kandydatów do SN są inne osoby kierujące się taką samą motywacją. W wyniku ich odwołania do Naczelnego Sądu Administracyjnego, doszło do skierowania pytań prejudycjalnych do Trybunału Sprawiedliwości Unii Europejskiej, który w wyroku z dnia 2 marca 2021 (Wyrok w sprawie C-824/18 A.B. i in. przeciwko Krajowa Rada Sądownictwa i in.) orzekł, że „Kolejne nowelizacje polskiej ustawy o Krajowej Radzie Sądownictwa, które doprowadziły do zniesienia skutecznej kontroli sądowej rozstrzygnięć Rady o przedstawieniu Prezydentowi RP wniosków o powołanie kandydatów do pełnienia urzędu sędziego Sądu Najwyższego, mogą naruszać prawo Unii”.
W 2020 powołany przez Marszałka Senatu RP Tomasza Grodzkiego w skład Zespołu Doradców do spraw kontroli konstytucyjności prawa przy Marszałku Senatu X Kadencji.
Wybrany na członka Komitetu Nauk Prawnych Polskiej Akademii Nauk na kadencję 2020–2023. Objął funkcję zastępcy przewodniczącego tego komitetu.
Jest adwokatem. Członek Okręgowej Rady Adwokackiej w Katowicach w kadencji 2021-2025.

## Wybrane publikacje
- Ochrona praworządności w Radzie Europy i Unii Europejskiej ze szczególnym uwzględnieniem niezależności sądów i niezawisłości sędziów (2019)
- Prawo międzynarodowe publiczne (współautor: Tomasz Srogosz, wyd. 3, 2017)
- Bezpieczeństwo transportu wojskowego: wybrane aspekty prawne (współautor: Piotr Czech, 2015)
- Prawo Unii Europejskiej (współautorka: Aleksandra Wentkowska, 2014)
- Dyplomacja w systemie bezpieczeństwa narodowego (2014)
- Międzynarodowe prawo zdrowia publicznego (2013)
- Elementy międzynarodowego prawa publicznego w turystyce (2011)
- Europejska polityka bezpieczeństwa i obrony: aspekty prawne i polityczne (2008)
- Akt terrorystyczny i jego sprawca w świetle prawa międzynarodowego i wewnętrznego (2004)[11]